# シュリンプペースト

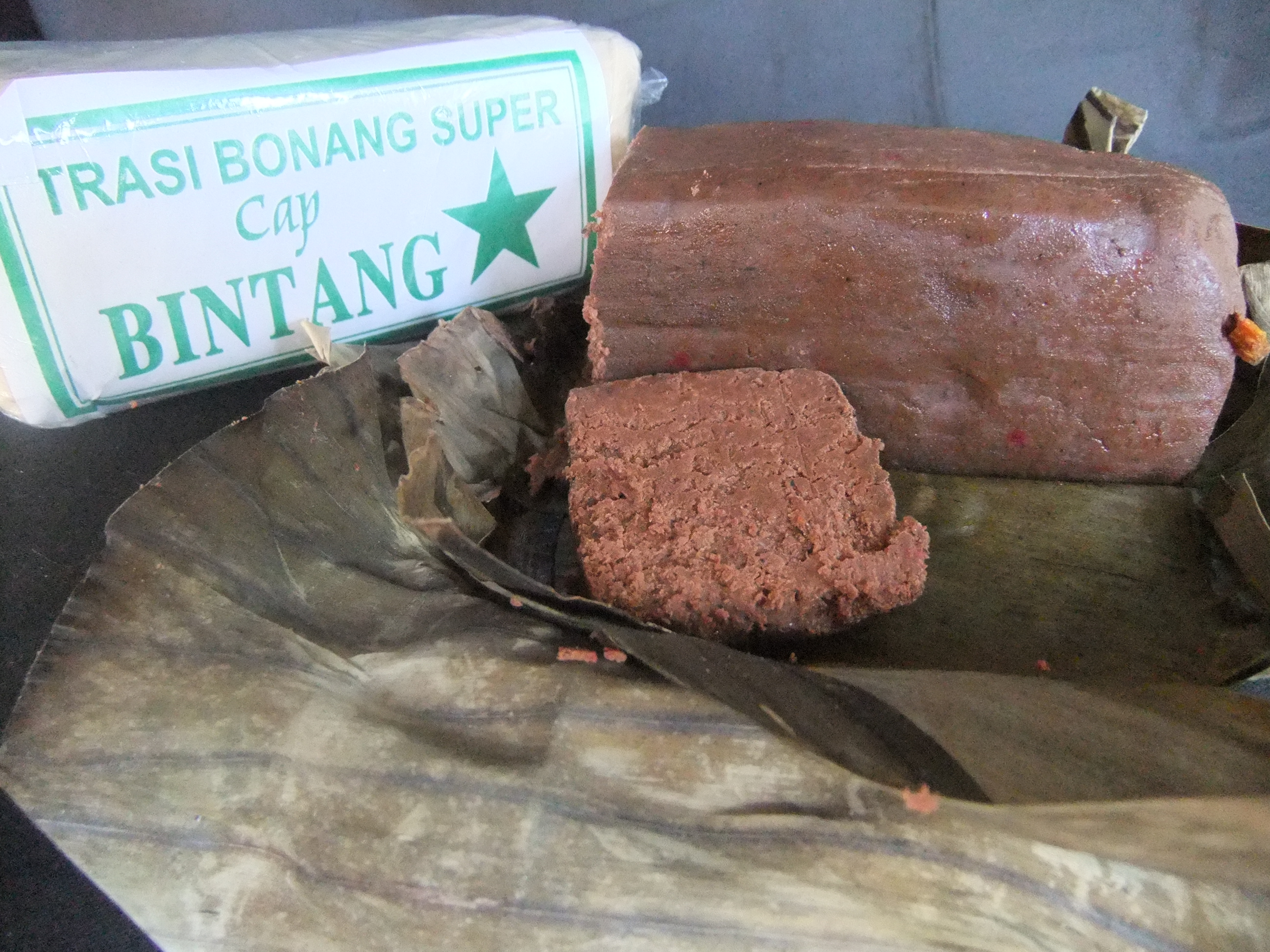
インドネシアのトゥラシ

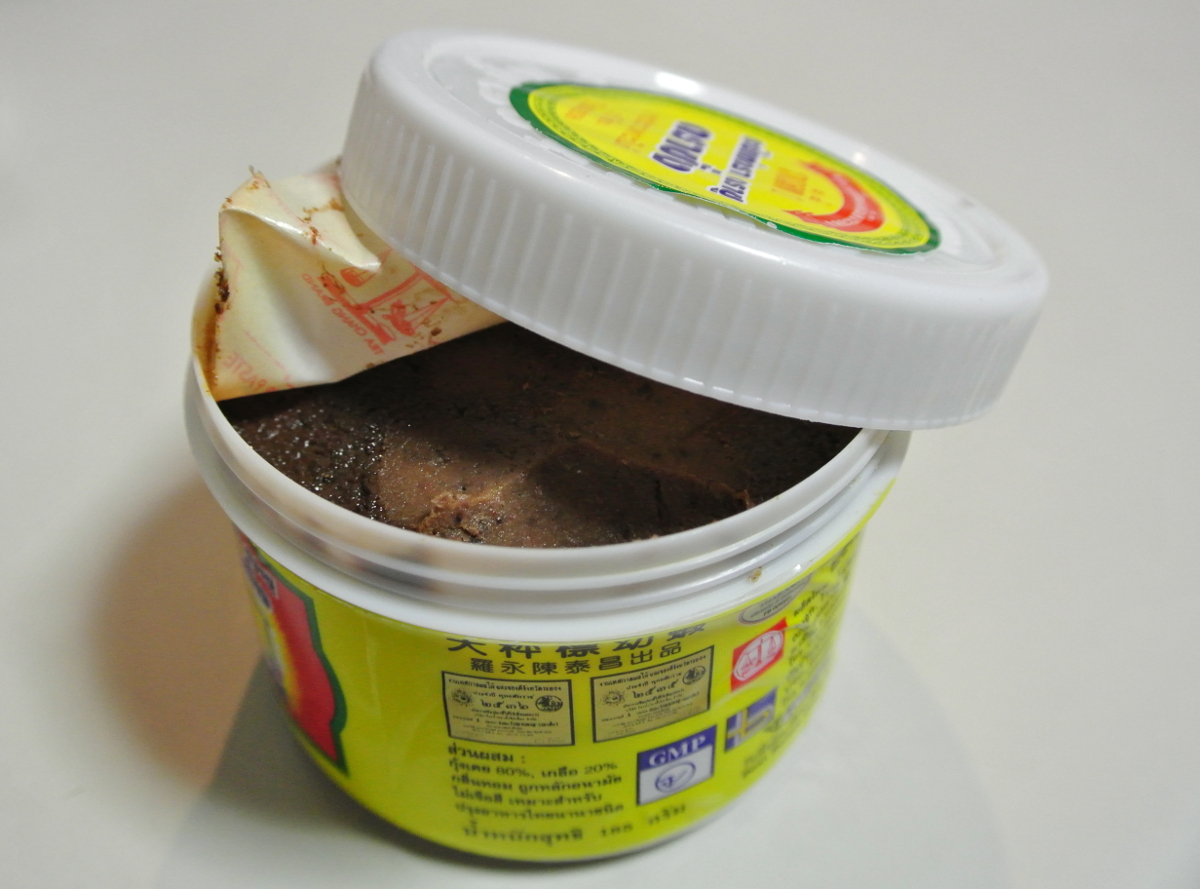
タイのカピ

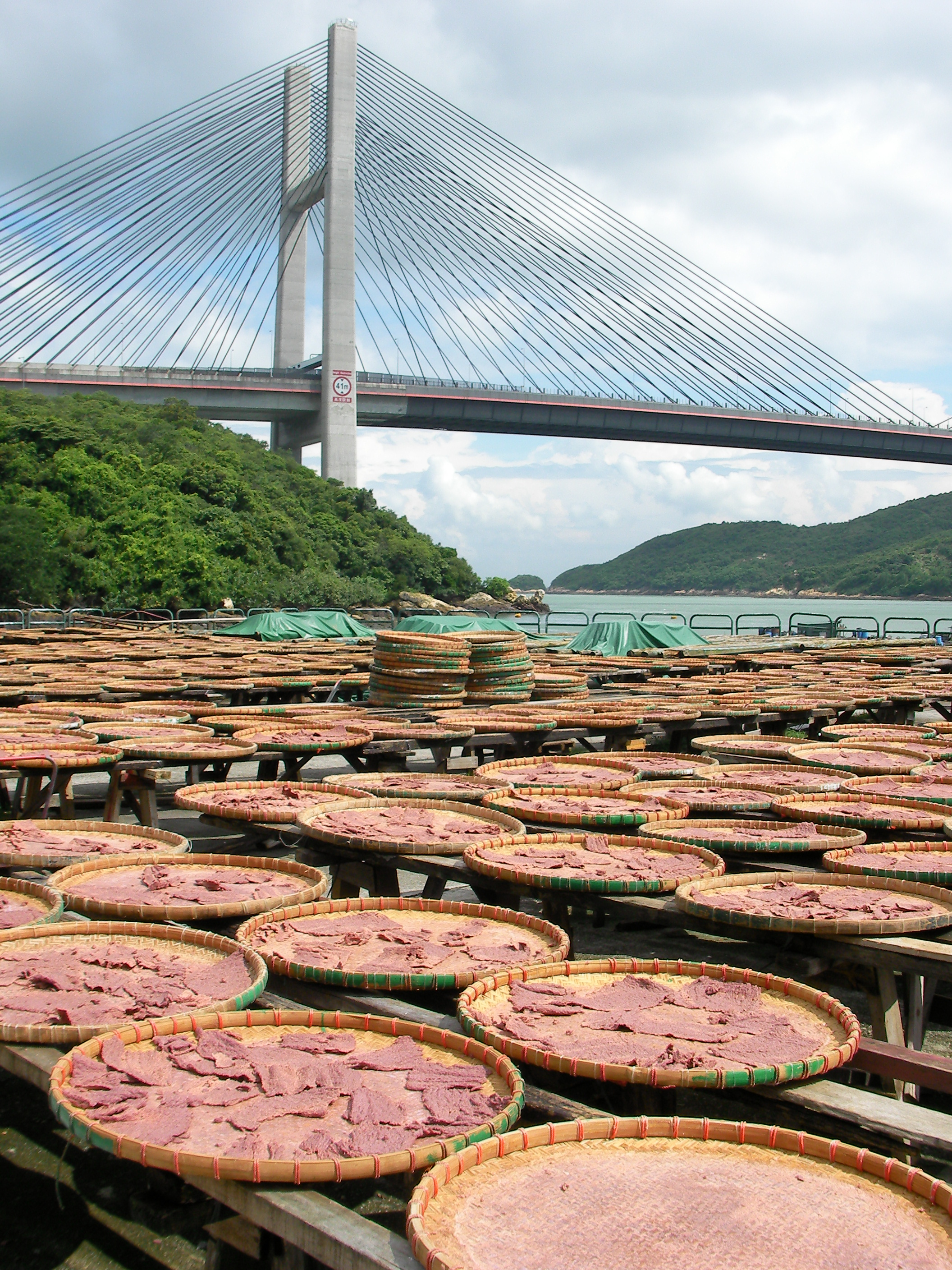
香港の蝦膏作り

シュリンプペースト（英語: shrimp paste）は、小型のエビに塩を加え、発酵させて作る調味料。塩辛や東南アジア一帯で広く利用される魚醤の一種であるが、液体のナンプラーなどとは違い、ペースト状もしくは固形である。非常に塩辛く、刺激臭とも言える強烈なにおいがあるが、日本のくさやと同じく、分解したアミノ酸等で複雑なうま味を持つ。

## 利用地域と名称
インドネシアではトゥラシやトラシ（インドネシア語: terasi）、マレーシアではブラチャン（マレー語: belacan）、タイではカピ（タイ語: กะปิ）、ベトナムではマムトムやマムルオック（ベトナム語: mắm tôm/mắm ruốc）𩻐𩽖、フィリピンではバゴオン(バゴーン)・アラマン(タガログ語: bagoong alamang)、中国ではシアジアン（蝦醤。ペースト状のもの）またはシアガオ（蝦膏。ブロック状のもの）と呼ばれる。
日本では熊本県、岡山県、秋田県などにアミの塩辛（漬けあみ、いさじゃの塩辛）がある。
朝鮮半島にはセウジョッ（朝鮮語: 새우젓）、トンベッカジョッ（朝鮮語: 동백하젓）という「アミの塩辛」と呼ばれるものがあり、キムチ、チゲなどの朝鮮料理の調味に使われるが、これらは発酵がほとんど進んでおらずアキアミの原型があり、東南アジアのシュリンプペーストとは大きく異なる。

## 利用
インドネシアやマレーシアでは唐辛子ベースの合わせ調味料サンバルによく使われ、これを入れた物はサンバル・トゥラシやサンバル・ブラチャンと称し、スープや炒め物など多くの料理に使用し、ナシゴレンなどのご飯ものやペナン風の腸粉やラクサなどの麺料理にも使用される。マッサマンカレーを含む各種タイカレー(ゲーン)にもよく使用される。通常は使用時に火で炙るか油で炒める。この時、非常に強烈な臭いがするが、それにより生臭みが飛ぶ。また、ナスなどの野菜やマンゴーなどの果物にかけても食べられる。インドネシア／マレーシア料理のフルーツサラダであるロジャックのタレにも加えられる。
中華料理やタイ料理でも、ヨウサイなどの野菜を炒める時や、スープの調味料の一つとして使うことが多い。浙江省寧波市では醤油と蝦醤を合わせ、蒸したサトイモなどに付けて食べることも行われている。
ベトナムでは、米麺のブン(bún)のスープに（bún mắmと呼ばれる）、様々な料理のつけダレに、また犬肉 (thịt chó)やそれに似せたザーケイ（giả cầy、「偽犬」の意味で、豚足を用いる）を調理する際に用いられることが多い。タイのハジャイにはシュリンプペーストと独特の芳香がある水棲昆虫タイワンタガメを火であぶり、タイワンタガメ（メンダー）の肉にシュリンプペーストとニンニクと唐辛子を加えてすりつぶして水で伸ばした、「ナムプリックメンダー」という名の「たれ」を米飯にかけて食べる料理がある。

## 作り方
地域により作り方は多少異なるが、マレーシアではアミを海水で洗って異物を取り除いた後、約1割の精製塩を加え混ぜ、日干しによって水分を減らしてから、挽きつぶし、さらに日干しをし、布袋に入れて圧縮することと日干しを繰り返して発酵させる。完成まで全体で1ヶ月から2ヶ月の時間が必要である。

## 歴史
書籍に記録されている物では、1707年に公刊されたウィリアム・ダンピアの航海記の中でトラシについて触れ「強烈な臭いはするものの先住民はこれが美味いと言う」と記している。ウィリアム・マースデン（William Marsden）が1805年に編纂し、1812年に出版された『A Dictionary of the Malayan Language』にもブラチャンの記載がある。
マレーシアでは、もともとは宗教の供物と結びついた聖餐に使われていたともいう。